# هاروهیکو تاکیموتو
هاروهیکو تاکیموتو (انگلیسی: Haruhiko Takimoto؛ زادهٔ ۲۰ مهٔ ۱۹۹۷) بازیکن فوتبال اهل ژاپن است.
از باشگاه‌هایی که در آن بازی کرده‌است می‌توان به باشگاه فوتبال کاشیوا ریسول اشاره کرد.